# Potokar
Potokar je priimek več znanih Slovencev:
- Andreja Potokar (*1961), pisateljica, dramatičarka, scenaristka, podjetnica
- Barbara Potokar, baletna plesalka
- Boštjan Potokar (*1959), kipar, pisatelj, likovni pedagog
- Cita Potokar (1915—1993), slikarka
- Ferdinand Potokar (1911—1941), duhovnik, mučenec
- Ivo Potokar (1899—1945), odvetnik, politik
- Jože Potokar (1900—?), gledališki režiser
- Jože Potokar - Cvrčo, slikar (nekdanji rudar)
- Jure Potokar (*1956), pesnik, prevajalec, publicist (glasbeni kritik)
- Klelija Potokar, domoznanka, publicistka o zgodovini Krasa
- Lojze Potokar (1902—1964), igralec in režiser
- Ludve Potokar (1923—1965), publicist, pisatelj
- Maja Končar (r. Potokar?), igralka
- Majda Potokar (1930—2001), igralka
- Matej Potokar, poslovnež
- Meta Šega Potokar (1916—1964), lektorica nemščine
- Milan Potokar (*1940), fizik
- Monika Potokar (*1987), odbojkarica na mivki
- Nejc Potokar (*1988), nogometaš
- Robert Potokar (*1965), arhitekt
- Samo Potokar (*1970), jadralec
- Stane Potokar (1908—1962), igralec
- Tina Potokar (*1984), kegljavka
- Tom Potokar (*1964), britanski zdravnik-kirurg in humanitarni delavec slovenskega porekla
- Tone Potokar (1908—1962), publicist, prevajalec
- Vesna Potokar, pevka